# Homayun Sakhi
Homayun Sakhi, auch Homayoun Sakhi (* 1. Januar 1976 in Kabul) ist ein afghanischer Rubabspieler, der in Kabul und seit 2001 zeitweise in San Francisco lebt. Er gilt als Virtuose.

## Leben
Aufgewachsen in einer Musikerfamilie (Vater Rubabspieler, der legendäre Ustād Mohammad Omar war sein Onkel), begann er mit 9 Jahren mit dem Rubabspielen. Er besuchte bis 1992 in Kabul eine allgemeinbildende Schule und flüchtete danach mit der Familie vor dem Bürgerkrieg und Taliban-Herrschaft nach Peschawar. Dort  begann er in Begleitung von dorthin geflüchteten und einheimischen Musikern, aber auch alleine öffentliche Konzerte zu geben. In Peschawar entwickelte und verfestigte er seinen Spielstil. Homayoun Sakhi hat in gewisser Hinsicht das von Ustad Mohammad Omar geprägte Rubabspiel, aber auch das Instrument selbst weiterentwickelt. Er spielt die Gattung Naghma (eine Art Lied ohne Gesang) mit größter Meisterschaft, indem er eine  breite tonale und temporale Variation erklingen lässt. Sakhi hat durch Hinzufügen einer vierten Melodiesaite zur rubab (traditionell 3 Melodiesaiten und 2–3 Bordunsaiten) die Zahl der Oktaven von eineinhalb auf zweieinhalb erhöht und dadurch die Tonskalen erweitert. Damit erzeugt er fast alle Töne und Klänge der anderen Saiteninstrumenten mit Leichtigkeit, vor allem die der Gitarre und der tanbur. Als erster Rubabspieler hat er das Zupfen und Anschlagen der 19 Resonanzsaiten eingeführt, so kann er mit beachtlichem Geschick seine rubab wie eine santur klingen lassen. Homayoun Sakhi ist der bekannteste afghanische Musiker außerhalb Afghanistans und hat u. a. mit vielen westlichen Musikern zusammen gespielt, z. B. mit dem Kronos Quartet und den Berliner Philharmonikern.